# Præparandklasse
Præparandklasse eller forberedelsesklasse  er en i almindelighed 1-årig indskoling, der 
forbereder på en videre uddannelse, der starter på et højere niveau end det, den uddannelsessøgende står på. 
Da Polyteknisk Læreanstalt startede i 1829, var der endnu længe til den matematiske studentereksamens indførelse i 1871, så i mellemtiden måtte man gennem en præparandklasse for at opnå det nødvendige optagelsesgrundlag. Den opnåede adgangseksamen gav graden »exam. polyt.«. 
Særlig kendt er betegnelsen »præparandklasse« fra læreruddannelsen, hvor ansøgere uden studentereksamen indtil ca. 1970 måtte gå i præparandklasse forud for den 4-årige seminarieuddannelse. Sidenhen er der krævet studentereksamen eller HF som optagelsesgrundlag, og præparandklassen på seminarierne er udgået. 
Navnet er ikke reserveret eller forbeholdt, så det vil kunne være anvendt i andre sammenhænge om en uddannelse, der går forud for den egentlige, fagrettede uddannelse. 